# 重量車燃費基準

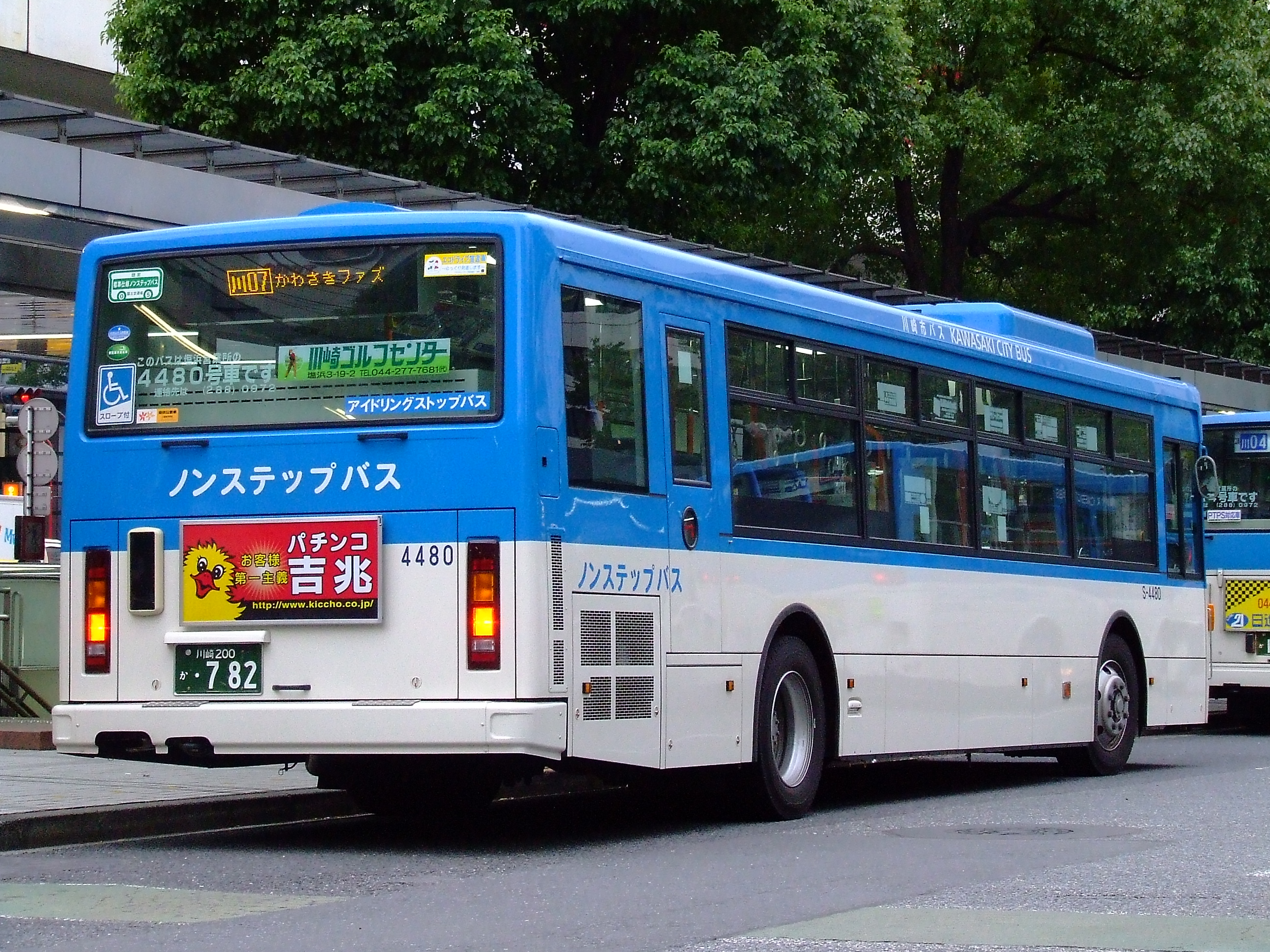
日産ディーゼル・RA (PKG-RA274PAN)。拡大すると、リアウィンドウ左下に燃費基準達成車であることを示すステッカー「平成27年度燃費基準達成車」が貼られていることがわかる。排ガス規制記号からも燃費基準を達成していることが判る。

重量車燃費基準（じゅうりょうしゃねんぴきじゅん）とは、「エネルギーの使用の合理化等に関する法律」（通称：改正省エネ法）の改正により、2006年（平成18年）4月1日から施行された重量車（車両総重量（GVW）2.5t超の自動車）に対する燃費基準である。
2015年（平成27年）度を基準達成の目標年度とし、トラック・バスメーカーは車両総重量ごとに定められた重量車燃費値の基準達成と、2006年4月以降に販売する新型車について、商品カタログへ燃費値を表示しなければならない。

## 燃費基準値
一例として、軽油を燃料とする車両総重量（GVW）3.5t超の貨物自動車（トラクタ除く）の場合を挙げる。（他の車種は外部リンク先を参照）
本節において「A - B」という表現は、「Aを超えB以下」を意味する。

燃費の単位は km/l
- GVW 3.5 - 7.5 t
  - 最大積載量1.5 t以下 ： 10.83
  - 最大積載量1.5 - 2 t ： 10.35
  - 最大積載量2 - 3 t ： 9.51
  - 最大積載量3t超 ： 8.12
- GVW 7.5 - 8 t ： 7.24
- GVW 8 - 10 t ： 6.52
- GVW 10 - 12 t ： 6.00
- GVW 12 - 14 t ： 5.69
- GVW 14 - 16 t ： 4.97
- GVW 16 - 20 t ： 4.15
- GVW 20 t超 ： 4.04

## 規制記号
平成17年新長期排出ガス規制以後から新規に用いられている規制記号において、3桁の識別記号の2桁目が「J（ハイブリッド有）」または「K（ハイブリッド無）」であることで判断できる（例：日産ディーゼル・スペースランナーRAの形式：PKG-RA274* AN）。また、基準達成車には「燃費基準達成ステッカー」（楕円形の緑のステッカー）が貼付されている。

## 基準達成車一覧
カッコ内は基準達成車の発売開始日
- いすゞ自動車
  - 大型観光バス　ガーラ（ハイデッカーナインを除く）（2006年7月5日）
    - 日野セレガとの統合モデル

  - 小型トラック　エルフ（ハイキャブ／ワイドキャブ:2006年12月13日、標準キャブ：2007年2月5日）
  - 大型路線バス　エルガ（AT車や一部L尺は不適合）（2007年2月22日）
    - 日野ブルーリボン（ブルーリボンII）との統合モデル

  - 大型トラック ギガ（一部のみ）（2007年3月）
  - 中型トラック フォワード（一部のみ）（2007年5月）
  - 中型路線バス エルガミオ（MT車のうちアイドリングストップ&スタートシステム標準装備車のみ）（2012年7月2日）
    - 日野レインボーIIとの統合モデル

- トヨタ自動車
  - 小型トラック　ダイナ200/300／トヨエースG25/G35ハイブリッド（2006年10月4日）
    - 日野デュトロとの共同開発車

- 日産自動車
  - 小型トラック　アトラス（2007年1月30日）
    - いすゞエルフのOEM

- UDトラックス（旧:日産ディーゼル）
  - 大型路線バス　RA（MT車のみ）（2006年6月2日）
    - 2007年5月21日より、三菱ふそうエアロスター-Sとの相互OEM供給を実施。

  - 大型観光バス　スペースウィング／スペースアロー（一部のみ）（2006年6月2日）
  - 大型トラック　クオン（一部のみ）（2006年6月12日）
  - 小型トラック　コンドル（BNR系：2007年1月24日）
    - いすゞエルフのOEM

  - 大型観光バス　スペースウイング A／スペースアロー A（2007年6月19日）
    - 三菱ふそうエアロエース／エアロクィーンのOEM供給車

- 日野自動車
  - 大型観光バス　セレガ（ハイデッカショートを除く）（2006年6月12日）
    - いすゞガーラとの統合モデル

  - 大型トラック　プロフィア（一部のみ）（2006年7月3日）
  - 小型トラック　デュトロハイブリッド（2006年10月4日）トヨタダイナ200/300・トヨエースG25/G35との共同開発車
  - 大型路線バス　ブルーリボン（ブルーリボンII・AT車や一部L尺は不適合）（2007年2月22日）
    - いすゞエルガとの統合モデル

  - 大型路線バス　ブルーリボンシティハイブリッド （2007年7月18日）
  - 中型路線バス　レインボーII（MT車のうちアイドリングストップ&スタートシステム標準装備車のみ）（2012年6月19日）
    - いすゞエルガミオとの統合モデル

- マツダ
  - 小型トラック　タイタン（2007年1月10日）
    - いすゞエルフのOEM

- 三菱ふそうトラック・バス
  - 小型トラック　キャンター（一部のみ）（2007年2月）
  - 大型トラック　スーパーグレート（セミトラクタ一部のみ）（2007年4月）
  - 大型路線バス　大型路線バス・エアロスター-S（MT車のみ）（2007年5月21日）
    - 日産ディーゼルスペースランナーRAとの相互OEM供給車。

  - 大型観光バス　エアロエース／エアロクィーン（2007年6月15日）
  - 中型路線バス　エアロミディMK（2011年12月7日）